# Chua Sock Koong
 (mars 2025).
Chua Sock Koong est la directrice générale du groupe Singtel, un poste qu'elle occupe depuis avril 2007.

## Carrière professionnelle
Nommée directrice générale du groupe en avril 2007, Chua dirige la stratégie mondiale de Singtel et supervise ses activités dans les domaines de la consommation, des entreprises et du numérique. Avant de diriger Singtel en tant que PDG du groupe, Chua a occupé plusieurs postes clés au sein de la société, notamment celui de PDG international et de directrice financière du groupe, après avoir été nommée trésorière en 1989. Elle a contribué à la transformation de Singtel en société en 1992 et à son introduction en bourse réussie à la bourse de Singapour un an plus tard. Elle a également restructuré et préparé la société à la concurrence en vue de la libéralisation complète du marché des télécommunications de Singapour en 2000. Confrontée aux réalités d'un petit marché national, Chua a fait partie de l'équipe de direction qui a élaboré la stratégie d'internationalisation de Singtel, qui explique l'acquisition par le groupe d'Optus en Australie et une foule d'autres investissements régionaux dans les télécommunications. En tant que PDG International, elle a accéléré la diversification de Singtel dans certaines des économies asiatiques à la croissance la plus rapide, en dirigeant et en supervisant les investissements dans Bharti Airtel en Inde, Telkomsel en Indonésie, AIS en Thaïlande et Globe aux Philippines.

## Transformation numérique
Avec l'avènement de l'économie numérique ces dernières années, elle a été le moteur de la transformation en cours de Singtel, qui est passée d'une compagnie de téléphone traditionnelle à une entreprise de technologie des communications. Cette transformation a vu une croissance irrésistible des nouveaux services d'entreprise de sécurité dans les nuages et de cyber-sécurité ainsi que la création de nouvelles entreprises numériques dans des domaines où les actifs de télécommunications de Singtel fournissent un avantage concurrentiel.

## Conseils d'administration externes et nominations
Chua est la vice-présidente de la Commission de la fonction publique à Singapour. Elle est également vice-présidente du conseil d'administration de la GSMA.
En 2019, elle est devenue la première femme à rejoindre le Conseil des conseillers présidentiels de Singapour lorsqu'elle a été nommée membre suppléant par la présidente Halimah Yacob. Elle a été nommée membre à part entière du conseil en 2020.

## Éducation
Chua a fait ses études à la Raffles Girls School et à la Raffles Institution. Chua est titulaire d'une licence en comptabilité (avec mention très bien) de l'université de Singapour. Elle est membre de l'Institute of Singapore Chartered Accountants et titulaire d'une charte CFA.